# Tour de France 2021/13. Etappe
Die 13. Etappe der Tour de France 2021 führte am 9. Juli 2021 über 219,9 Kilometer von Nîmes nach Carcassonne.
Mark Cavendish (Deceuninck-Quick-Step) gewann im Massensprint seine vierte Etappe der diesjährigen Tour de France und egalisierte damit zugleich den Rekord an Tour-de-France-Etappensiegen von Eddy Merckx. Zweiter wurde sein Teamkollege Michael Mørkøv vor Jasper Philipsen (Alpecin-Fenix). Tadej Pogačar (UAE Team Emirates) verteidigte sein Gelbes Trikot.

## Verlauf
Nach ca. 30 Kilometern setzten sich Pierre Latour (TotalEnergies), Sean Bennett (Qhubeka NextHash) und Omar Goldstein (Israel Start-Up Nation) vom Feld ab, hatten einen Maximalvorsprung von 4:20 Minuten und wurden etwa 50 Kilometer vor dem Ziel wieder gestellt. Zuvor kam es im Peloton zu einem Massensturz, infolge dessen drei Fahrer aufgeben mussten. Ein weiterer Ausreißversuch von Quentin Pacher (B&B Hotels p/b KTM) führte zu einem Maximalvorsprung von 1:30 Minuten, blieb aber letztlich erfolglos. Vorbereitet von Sprintzug gewann Cavendish die Etappe, wobei sein letzter Anfahrer Mørkøv Zweiter wurde.

## Ergebnis
| \| Etappenergebnis \| Etappenergebnis \| Etappenergebnis \| Etappenergebnis \| Etappenergebnis \| \| Fahrer \| Fahrer \| Land \| Team \| Zeit \| \| --------------- \| ------------------- \| ---------------------- \| ---------------------------------- \| --------------- \| \| 1. \| Mark Cavendish \| Vereinigtes Königreich \| Deceuninck-Quick Step \| 5 h 04 min 29 s \| \| 2. \| Michael Mørkøv \| Dänemark \| Deceuninck-Quick Step \| + 0 s \| \| 3. \| Jasper Philipsen \| Belgien \| Alpecin-Fenix \| + 0 s \| \| 4. \| Iván García Cortina \| Spanien \| Movistar Team \| + 0 s \| \| 5. \| Danny van Poppel \| Niederlande \| Intermarché-Wanty-Gobert Matériaux \| + 0 s \| \| 6. \| Alex Aranburu \| Spanien \| Astana-Premier Tech \| + 0 s \| \| 7. \| Christophe Laporte \| Frankreich \| Cofidis \| + 0 s \| \| 8. \| André Greipel \| Deutschland \| Israel Start-Up Nation \| + 0 s \| \| 9. \| Magnus Cort Nielsen \| Dänemark \| EF Education-Nippo \| + 0 s \| \| 10. \| Jasper Stuyven \| Belgien \| Trek-Segafredo \| + 0 s \| |                     |                        |                                    |                 |
| |                     |                        |                                    |                 |
| Quelle: ProCyclingStats |                     |                        |                                    |                 |
| Etappenergebnis |                     |                        |                                    |                 |
| Fahrer | Fahrer              | Land                   | Team                               | Zeit            |
| 1. | Mark Cavendish      | Vereinigtes Königreich | Deceuninck-Quick Step              | 5 h 04 min 29 s |
| 2. | Michael Mørkøv      | Dänemark               | Deceuninck-Quick Step              | + 0 s           |
| 3. | Jasper Philipsen    | Belgien                | Alpecin-Fenix                      | + 0 s           |
| 4. | Iván García Cortina | Spanien                | Movistar Team                      | + 0 s           |
| 5. | Danny van Poppel    | Niederlande            | Intermarché-Wanty-Gobert Matériaux | + 0 s           |
| 6. | Alex Aranburu       | Spanien                | Astana-Premier Tech                | + 0 s           |
| 7. | Christophe Laporte  | Frankreich             | Cofidis                            | + 0 s           |
| 8. | André Greipel       | Deutschland            | Israel Start-Up Nation             | + 0 s           |
| 9. | Magnus Cort Nielsen | Dänemark               | EF Education-Nippo                 | + 0 s           |
| 10. | Jasper Stuyven      | Belgien                | Trek-Segafredo                     | + 0 s           |

## Gesamtstände
| \| Gesamtwertung \| Gesamtwertung \| Gesamtwertung \| Gesamtwertung \| Gesamtwertung \| \| Fahrer \| Fahrer \| Land \| Team \| Zeit \| \| ------------- \| ---------------- \| ------------- \| ------------------- \| ---------------- \| \| 1. \| Tadej Pogačar \| Slowenien \| UAE Team Emirates \| 52 h 27 min 12 s \| \| 2. \| Rigoberto Urán \| Kolumbien \| EF Education-Nippo \| + 5 min 18 s \| \| 3. \| Jonas Vingegaard \| Dänemark \| Jumbo-Visma \| + 5 min 32 s \| \| 4. \| Richard Carapaz \| Ecuador \| Ineos Grenadiers \| + 5 min 33 s \| \| 5. \| Ben O’Connor \| Australien \| AG2R Citroën Team \| + 5 min 58 s \| \| 6. \| Wilco Kelderman \| Niederlande \| Bora-Hansgrohe \| + 6 min 16 s \| \| 7. \| Alexei Luzenko \| Kasachstan \| Astana-Premier Tech \| + 6 min 30 s \| \| 8. \| Enric Mas \| Spanien \| Movistar Team \| + 7 min 11 s \| \| 9. \| Guillaume Martin \| Frankreich \| Cofidis \| + 9 min 29 s \| \| 10. \| Pello Bilbao \| Spanien \| Bahrain Victorious \| + 10 min 28 s \| |                  |             |                     |                  |
| |                  |             |                     |                  |
| Quelle: ProCyclingStats |                  |             |                     |                  |
| Gesamtwertung |                  |             |                     |                  |
| Fahrer | Fahrer           | Land        | Team                | Zeit             |
| 1. | Tadej Pogačar    | Slowenien   | UAE Team Emirates   | 52 h 27 min 12 s |
| 2. | Rigoberto Urán   | Kolumbien   | EF Education-Nippo  | + 5 min 18 s     |
| 3. | Jonas Vingegaard | Dänemark    | Jumbo-Visma         | + 5 min 32 s     |
| 4. | Richard Carapaz  | Ecuador     | Ineos Grenadiers    | + 5 min 33 s     |
| 5. | Ben O’Connor     | Australien  | AG2R Citroën Team   | + 5 min 58 s     |
| 6. | Wilco Kelderman  | Niederlande | Bora-Hansgrohe      | + 6 min 16 s     |
| 7. | Alexei Luzenko   | Kasachstan  | Astana-Premier Tech | + 6 min 30 s     |
| 8. | Enric Mas        | Spanien     | Movistar Team       | + 7 min 11 s     |
| 9. | Guillaume Martin | Frankreich  | Cofidis             | + 9 min 29 s     |
| 10. | Pello Bilbao     | Spanien     | Bahrain Victorious  | + 10 min 28 s    |

| Punktewertung | Punktewertung      | Punktewertung          | Punktewertung         | Punktewertung |
| Fahrer        | Fahrer             | Land                   | Team                  | Punkte        |
| ------------- | ------------------ | ---------------------- | --------------------- | ------------- |
| 1.            | Mark Cavendish     | Vereinigtes Königreich | Deceuninck-Quick Step | 279 P.        |
| 2.            | Michael Matthews   | Australien             | BikeExchange          | 178 P.        |
| 3.            | Jasper Philipsen   | Belgien                | Alpecin-Fenix         | 171 P.        |
| 4.            | Sonny Colbrelli    | Italien                | Bahrain Victorious    | 151 P.        |
| 5.            | Julian Alaphilippe | Frankreich             | Deceuninck-Quick Step | 131 P.        |
| 6.            | Nacer Bouhanni     | Frankreich             | Arkéa-Samsic          | 126 P.        |
| 7.            | Tadej Pogačar      | Slowenien              | UAE Team Emirates     | 103 P.        |
| 8.            | Wout van Aert      | Belgien                | Jumbo-Visma           | 100 P.        |
| 9.            | Michael Mørkøv     | Dänemark               | Deceuninck-Quick Step | 95 P.         |
| 10.           | Nils Politt        | Deutschland            | Bora-Hansgrohe        | 70 P.         |

| Bergwertung | Bergwertung        | Bergwertung | Bergwertung            | Bergwertung |
| Fahrer      | Fahrer             | Land        | Team                   | Punkte      |
| ----------- | ------------------ | ----------- | ---------------------- | ----------- |
| 1.          | Nairo Quintana     | Kolumbien   | Arkéa-Samsic           | 50 P.       |
| 2.          | Wout van Aert      | Belgien     | Jumbo-Visma            | 43 P.       |
| 3.          | Michael Woods      | Kanada      | Israel Start-Up Nation | 42 P.       |
| 4.          | Wout Poels         | Niederlande | Bahrain Victorious     | 39 P.       |
| 5.          | Bauke Mollema      | Niederlande | Trek-Segafredo         | 36 P.       |
| 6.          | Kenny Elissonde    | Frankreich  | Trek-Segafredo         | 27 P.       |
| 7.          | Tadej Pogačar      | Slowenien   | UAE Team Emirates      | 26 P.       |
| 8.          | Ben O’Connor       | Australien  | AG2R Citroën Team      | 24 P.       |
| 9.          | Sergio Higuita     | Kolumbien   | EF Education-Nippo     | 22 P.       |
| 10.         | Julian Alaphilippe | Frankreich  | Deceuninck-Quick Step  | 20 P.       |

| Nachwuchswertung | Nachwuchswertung       | Nachwuchswertung       | Nachwuchswertung   | Nachwuchswertung  |
| Fahrer           | Fahrer                 | Land                   | Team               | Zeit              |
| ---------------- | ---------------------- | ---------------------- | ------------------ | ----------------- |
| 1.               | Tadej Pogačar          | Slowenien              | UAE Team Emirates  | 52 h 27 min 12 s  |
| 2.               | Jonas Vingegaard       | Dänemark               | Jumbo-Visma        | + 5 min 32 s      |
| 3.               | Aurélien Paret-Peintre | Frankreich             | AG2R Citroën Team  | + 24 min 44 s     |
| 4.               | David Gaudu            | Frankreich             | Groupama-FDJ       | + 30 min 51 s     |
| 5.               | Sergio Higuita         | Kolumbien              | EF Education-Nippo | + 54 min 59 s     |
| 6.               | Mark Donovan           | Vereinigtes Königreich | Team DSM           | + 1 h 24 min 38 s |
| 7.               | Valentin Madouas       | Frankreich             | Groupama-FDJ       | + 1 h 24 min 57 s |
| 8.               | Jonas Rutsch           | Deutschland            | EF Education-Nippo | + 1 h 30 min 51 s |
| 9.               | Brent Van Moer         | Belgien                | Lotto-Soudal       | + 1 h 30 min 59 s |
| 10.              | Neilson Powless        | Vereinigte Staaten     | EF Education-Nippo | + 1 h 34 min 53 s |

| Mannschaftswertung | Mannschaftswertung  | Mannschaftswertung           | Mannschaftswertung |
| Team               | Team                | Land                         | Zeit               |
| ------------------ | ------------------- | ---------------------------- | ------------------ |
| 1.                 | Bahrain Victorious  | Bahrain                      | 158 h 16 min 53 s  |
| 2.                 | AG2R Citroën Team   | Frankreich                   | + 10 min 01 s      |
| 3.                 | EF Education-Nippo  | Vereinigte Staaten           | + 15 min 47 s      |
| 4.                 | Ineos Grenadiers    | Vereinigtes Königreich       | + 17 min 27 s      |
| 5.                 | Bora-Hansgrohe      | Deutschland                  | + 29 min 31 s      |
| 6.                 | Jumbo-Visma         | Niederlande                  | + 29 min 47 s      |
| 7.                 | Movistar Team       | Spanien                      | + 38 min 22 s      |
| 8.                 | Astana-Premier Tech | Kasachstan                   | + 42 min 58 s      |
| 9.                 | Trek-Segafredo      | Vereinigte Staaten           | + 44 min 51 s      |
| 10.                | UAE Team Emirates   | Vereinigte Arabische Emirate | + 54 min 11 s      |

## Ausgeschiedene Fahrer
- Michael Gogl (Team Qhubeka NextHash) aufgrund einer Knieverletzung, die er sich bei einem Sturz auf der 8. Etappe zugezogen hatte, nicht gestartet[2]
- Roger Kluge (Lotto Soudal) nach Sturz aufgegeben
- Simon Yates (Team BikeExchange) nach Sturz aufgegeben
- Lucas Hamilton (Team BikeExchange) nach Sturz aufgegeben[3]